# Francesco Maria Loyero
Francesco Maria Loyero (* 2. Juni 1676; † 24. Dezember 1736), auch Francesco Maria Loyeri, Francesco Maria Loieri, Franciscus Maria Loyerius, Franciscus Maria Loyerio oder Francesco Maria Loyerio war ein italienischer römisch-katholischer Geistlicher und Bischof von Umbriatico und danach von Nicastro (Kalabrien).

## Leben
Francesco Maria Loyero wurde am 2. Juni 1676 als Sohn des Girolamo Loyero und seiner Frau Laura Tropeana in Badolato (Kalabrien) geboren. Er ging in Badolato zur Schule, wechselte dann in das Diözesanseminar von Squillace und schließlich nach Rom, wo er am 11. Juni 1694 in „La Sapienza“ seinen Doktor in beiden Rechten machte. Am 18. April 1699 wurde er zum Priester geweiht. Er amtierte anschließend als Generalvikar in den Diözesen und Erzdiözesen Amalfi, Gravina, Cassano, Policastro, Manfredonia und Terracina.
Die Ernennung zum Bischof von Umbriatico durch Papst Clemens XI. erfolgte am 16. Dezember 1720 (20. Januar 1721, nach Cappelletti schon  am 6. Juni 1720). Die Bischofsweihe spendete am 26. Januar 1721 Kardinal Lorenzo Corsini (damals Kardinalpriester von San Pietro in Vincoli in Rom) und spätere Papst Clemens XII. (1730–1740). Mitkonsekratoren waren Bischof Nicola Maria Tedeschi, O.S.B. von Lipari-Patti und der ehemalige Bischof Bernardo Maria Conti, O.S.B., von Terracina (wurde im Juni 1721 zum Kardinal ernannt).
Bischof Loyero musste zu Beginn doch einige Missstände beseitigen, die sich während der vergangenen vier Jahre Sedisvakanz eingeschlichen hatten. Schon ein Jahr nach seinem Amtsantritt 1722 richtete Bischof Loyero in Cirò ein Diözesanseminar ein, das 1735 von Bischof Domenico Antonio Peronaci weiter ausgebaut wurde. Am 22. März 1722 weihte er im Auftrag des abwesenden Diözesanbischofs Nicolò Rocco die Kathedrale in Cassano all’Ionio ein. Am 26. Januar 1724 weihte er Kirche S. Menna in Cirò ein; dies ist durch eine Inschrift über dem Eingang überliefert. In der Kathedrale von Umbriatico ließ er den Hauptaltar neu aufbauen und weihte ihn am 24. Mai 1725 ein. Am Altar wurde anlässlich der Weihe eine Inschrift angebracht. 1727 berief er eine Diözesansynode ein. Am 6. August 1731 (oder schon 21. Mai 1731) wurde er zum Bischof von Nicastro ernannt. Er starb am 24. Dezember 1736 in Nicastro.

## Bischöfliche Sukzession
Francesco Maria Loyero wirkte bei folgenden Bischofsweihen als Mitkonsekrator mit
- Giovanni Battista Capuani (1729 zum Bischof von Belcastro)
- Giovanni Battista Tarugi (1729 zum Bischof von Chiusi)
- Giovanni Romano (1730 zum Bischof von Ortona)